# Pteromallosia
Pteromallosia är ett släkte av skalbaggar. Pteromallosia ingår i familjen långhorningar.
Kladogram enligt Catalogue of Life:
| Pteromallosia | \| \| Pteromallosia albolineata \| \| \| \| \| \| Pteromallosia anularis \| \| \| \| |
|               | \| \| Pteromallosia albolineata \| \| \| \| \| \| Pteromallosia anularis \| \| \| \| |
|               | Pteromallosia albolineata                                                            |
|               |                                                                                      |
|               | Pteromallosia anularis                                                               |
|               |                                                                                      |